# Kabinet-Jefferson
Het kabinet-Jefferson was de uitvoerende macht van de Amerikaanse overheid van 4 maart 1801 tot 4 maart 1809. Vicepresident Thomas Jefferson, een "Founding Father" uit Virginia van de Democratisch-Republikeinse Partij werd gekozen als de 3e president van de Verenigde Staten na het winnen van de presidentsverkiezingen van 1800 over de kandidaat van de Federalistische Partij zittend president John Adams zijn rivaal van de vorige verkiezing, en mede "Founding Father" uit Massachusetts. Jefferson werd herkozen voor een tweede termijn in 1804 na het verslaan van de Federalistische kandidaat voormalig ambassadeur Charles Cotesworth Pinckney, een mede "Founding Father" uit South Carolina. In 1807 maakte Jefferson bekend zich niet kandidaat te stellen voor een nieuwe termijn in de presidentsverkiezingen van 1808 en sprak zijn steunbetuiging uit voor minister van Buitenlandse Zaken James Madison als zijn opvolger.
| Nr.     | Functie                               | Ambtsbekleder          | Ambtsbekleder                      | Ambtstermijn     | Ambtstermijn     | Partij |
| ------- | ------------------------------------- | ---------------------- | ---------------------------------- | ---------------- | ---------------- | ------ |
| 3       | President van de Verenigde Staten     | Thomas Jefferson       | Thomas Jefferson (1743–1826)       | 4 maart 1801     | 4 maart 1809     | DR     |
| 3       | Vicepresident van de Verenigde Staten | Aaron Burr             | Aaron Burr (1756–1836)             | 4 maart 1801     | 4 maart 1805     | DR     |
| 4       | Vicepresident van de Verenigde Staten | George Clinton         | George Clinton (1739–1812)         | 4 maart 1805     | 20 april 1812    | DR     |
| Kabinet |                                       |                        |                                    |                  |                  |        |
| Nr.     | Functie                               | Ambtsbekleder          | Ambtsbekleder                      | Ambtstermijn     | Ambtstermijn     | Partij |
| [ 2 ]   | Minister van Buitenlandse Zaken       | Levi Lincoln sr.       | Levi Lincoln sr. (1749–1820)       | 4 maart 1801     | 1 mei 1801       | DR     |
| 5       | Minister van Buitenlandse Zaken       | James Madison          | James Madison (1751–1836)          | 1 mei 1801       | 4 maart 1809     | DR     |
| 3       | Minister van Financiën                | Samuel Dexter          | Samuel Dexter (1761–1816)          | 1 januari 1801   | 13 mei 1801      | F      |
| 4       | Minister van Financiën                | Albert Gallatin        | Albert Gallatin (1761–1849)        | 13 mei 1801      | 8 februari 1814  | DR     |
| 5       | Minister van Oorlog                   |                        | Henry Dearborn (1751–1829)         | 4 maart 1801     | 4 maart 1809     | DR     |
| 1       | Minister van de Marine                | Benjamin Stoddert      | Benjamin Stoddert (1744–1813)      | 18 juni 1797     | 31 maart 1801    | F      |
|         | Minister van de Marine                | Vacant                 |                                    |                  |                  |        |
| 2       | Minister van de Marine                | Robert Smith           | Robert Smith (1757–1842)           | 27 juli 1801     | 4 maart 1809     | DR     |
| 4       | Minister van Justitie                 | Levi Lincoln sr.       | Levi Lincoln sr. (1749–1820)       | 4 maart 1801     | 4 maart 1805     | DR     |
|         | Minister van Justitie                 | Vacant                 |                                    |                  |                  |        |
| 5       | Minister van Justitie                 | John Breckinridge I    | John Breckinridge I (1760–1806)    | 7 augustus 1805  | 14 december 1806 | DR     |
|         | Minister van Justitie                 | Vacant                 |                                    |                  |                  |        |
| 6       | Minister van Justitie                 | Caesar Augustus Rodney | Caesar Augustus Rodney (1772–1824) | 20 januari 1807  | 5 december 1811  | DR     |
| 6       | Minister van Posterijen               | Joseph Habersham       | Joseph Habersham (1751–1815)       | 25 februari 1795 | 28 november 1801 | F      |
| 7       | Minister van Posterijen               | Gideon Granger         | Gideon Granger (1767–1822)         | 28 november 1801 | 18 maart 1814    | DR     |

Washington ·
J. Adams ·
Jefferson ·
Madison ·
Monroe ·
J.Q. Adams ·
Jackson ·
Van Buren ·
W.H. Harrison ·
Tyler ·
Polk ·
Taylor ·
Fillmore ·
Pierce ·
Buchanan ·
Lincoln ·
A. Johnson ·
Grant ·
Hayes ·
Garfield ·
Arthur ·
Cleveland I ·
B. Harrison ·
Cleveland II ·
McKinley ·
T. Roosevelt ·
Taft ·
Wilson ·
Harding ·
Coolidge ·
Hoover ·
F.D. Roosevelt ·
Truman ·
Eisenhower ·
Kennedy ·
L.B. Johnson ·
Nixon ·
Ford ·
Carter ·
Reagan ·
G.H.W. Bush ·
Clinton ·
G.W. Bush ·
Obama ·
Trump I ·
Biden ·
Trump II